# Sabir Junussowitsch Junussow
Sabir Junussowitsch Junussow (russisch Сабир Юнусович Юнусов; * 5. Märzjul. / 18. März 1909greg. in Taschkent; † 28. November 1995 ebenda) war ein usbekischer Chemiker, der für die Bestimmung zahlreicher Alkaloide bekannt ist.
Junusow, der Sohn eines Maurers, war zunächst Metallarbeiter und nach dem Studium ab 1929 Mathematiklehrer. Ab 1930 studierte er Organische Chemie in Taschkent und am Chemisch-Pharmazeutischen Forschungsinstitut in Moskau, an dem er 1940  promoviert wurde (über Papaver-Alkaloide). Danach nahm er an der Verteidigung von Moskau teil und wurde dabei 1941 verwundet. Er baute dann das Labor für Alkaloide am Chemischen Institut der Usbekischen Akademie der Wissenschaften in Taschkent auf, das spätere (ab 1956) Institut der Pflanzenstoffe, dessen Direktor er 1950 nach seiner Habilitation wurde.
Er analysierte mit Kollegen über 4000 Pflanzenarten aus Mittelasien und identifizierte über 700 Alkaloide und klärte bei über 300 von ihnen die Zusammensetzung.
1971 erhielt er die Mendelejew-Goldmedaille. Er war seit 1958 korrespondierendes Mitglied der Russischen Akademie der Wissenschaften sowie seit 1952 Mitglied der Usbekischen Akademie der Wissenschaften. 1962 wurde er in die Leopoldina gewählt. Er erhielt zahlreiche staatliche Auszeichnungen: Held der sozialistischen Arbeit (1969), Leninorden (1969), Orden der Oktoberrevolution (1979) und andere.